# Olympische Sommerspiele 1976/Teilnehmer (Malaysia)
| Gelbes Symbol für Goldmedaillen mit stilisierten Olympischen Ringen | Graues Symbol für Silbermedaillen mit stilisierten Olympischen Ringen | Braundes Symbol für Bronzemedaillen mit stilisierten Olympischen Ringen |
| ------------------------------------------------------------------- | --------------------------------------------------------------------- | ----------------------------------------------------------------------- |
| —                                                                   | —                                                                     | —                                                                       |

Malaysia nahm an den Olympischen Sommerspielen 1976 in Montreal mit einer Delegation von 23 männlichen Athleten an neun Wettkämpfen in fünf Sportarten teil. Ein Medaillengewinn gelang keinem der Athleten. Der Leichtathlet Ishtiaq Mubarak war Fahnenträger bei der Eröffnungsfeier.

## Teilnehmer nach Sportarten

### Hockey
- 8. Platz
Azaari Mohamed Zain
Wong Choon Hin
Avtar Singh Gill
Mohinder Singh Amar
Sri Shanmuganathan
Rengasamy Ramakrishnan
Poon Fook Loke
Ramalingam Pathmarajah
Nallasamy Padanisamy
Ow Soon Kooi
Murugesan Mahendran
Lam Kok Meng
Anthony Cruz
Khair-ud-Din bin Zainal
Francis Belavantheran
Singaram Balasingam

### Leichtathletik
Männer
- Ramli Ahmad
100 m: im Vorlauf ausgeschieden
200 m: im Vorlauf ausgeschieden

- Ishtiaq Mubarak
110 m Hürden: im Halbfinale ausgeschieden

- Khoo Chong Beng
20 km Gehen: 32. Platz

### Radsport
- Yahya Ahmad
Straßenrennen: Rennen nicht beendet

### Schießen
- Ally Ong
Skeet: 50. Platz

- Edmund Yong
Skeet: 64. Platz

### Schwimmen
- Chiang Jin Choon
100 m Rücken: im Vorlauf ausgeschieden
200 m Rücken: im Vorlauf ausgeschieden